# 永久居留
《永久居留》是一部香港電影，是香港新進導演雲翔第二次執導的電影。雲翔同時也是本片的编劇、監制和投資者。
此片在2009年4月23日在香港首映。同年6月12日在台灣公映，9月發行了DVD。

## 劇情簡介

### 故事
- 愛上一個註定不能愛你的男人，你願意耗用多少青春和氣力，去接受那些甜蜜與折磨，換一個肯定令你心碎的結果

電影以男主角雲海（Ivan，李家濠飾演）說白方式來自述，從小時候在中國大陸鄉下與父母、嫲嫲（奶奶）一起生活講起。雲海在嫲嫲的慈愛中長大，他從小就不相信自己能活過30歲，迷戀死亡，也一直想求得「人死後往哪裡去」的解答。青少年時與弟弟隨同父母移居香港，中學畢業後即展開全職IT工作，在電腦公司工作多年，總覺得大限將至，於是努力工作，生活寬裕，有房有車，可是在追求愛情方面遇到挫折。
雲海是男同性戀者，卻愛上一個異性戀者林風（Windson，洪智傑飾演），而林風已有女友，雖然心有所屬，但是一直和雲海過著似是而非，若即若離的同性情侶生活，兩人熱切而大膽地探索著彼此，運動、拳擊、旅行、拚酒……在空無一人的海灘與深夜的泳池邊，他們恣意裸身享受親密，感受著那份無可替代的激盪與共鳴……他們做著連情侶都未必做到的事，但是又做不到他們必然會做的事，雲海稱林風是他一生中最愛的男人。
在雲海30歲生日前夕，嫲嫲過世，林風告知他將與女友結婚，無論兩人如何地親密，風仍無法給予海任何的性愛與承諾，憔悴的雲海，感覺一切再也無法承受，想起了關於自己壽命的預言，似乎最美好的時光已經结束了，只剩下一躍而下的勇氣，還好及時的一通電話，暫時放下對於失去的傷痛與衝動。
之後兩人雖漸疏遠，雲海將愛化為遙遠的守候，甚至照顧著林風的家人，歷經林風母親、父親相繼過世，弟弟结婚生子，雲海前往以色列邊界的死海，他漂浮的在死寂的海面上，找尋生命的另一種意義。如果生命短暂，就要抓緊時間，做自己最喜歡的事情，於是轉換了身分，成為一名導演，並且來到天堂般的國度(澳洲)。
6年後，斷了音訊的兩人在澳洲海岸相遇，面對失婚的林風，雲海對他的愛依舊，非常嚮往過往幾年親密的日子，酒醉的雲海甚至大庭廣眾的求婚，但林風仍無法接受這份同性的愛情，近幾崩潰的雲海哭倒在林風的膝下說道：「你如果無法相信，我是愛你的，那我死也不甘願」，只是淚水仍然改變不了這份愛。
林風的死，片中沒有明確說明是自殺還是意外。又再多年后，雲海在取得澳洲永久居留權后又回到了香港，居所中衣架下放着一副棺木，床邊放着跟林風的合影。
雲海活過了30歲，又活了很多年，一直思念著那個摯愛到老，未來的幾十年世界裡，有許多現在想像不到的變革，最後雲海自己打開那副棺木，躺在裡面靜靜的死去。 
林風1968-----2007  雲海1966------2047。

### 探討生命的始末
人們常用海象徵生命，我覺得海更像死亡，無邊無際 , 無始無終，不可知 ,不可測，
我們原是死亡之海裡的精靈，偶然被浪沖上了岸，只好探險一番，
而那, 就是人生，最終我們都要沿這種路走回去，不小心走歪了,就馬上掉下去，
再小心直走,還是會到盡頭，路看起來不短，其實 , 很快走完。
本片除了是同性戀故事之外，還講及華語電影甚少觸及的主題死亡，主角一開始便提及死亡，之後仍然不時重提，貫徹整部電影。最後，林風在澳洲重遇雲海，喝了點酒，在晨曦漸露時分跨上電單車，沿著車道疾馳，直開向死海。雲翔指：「有朋友說覺得林風的自殺很感動。但其實在我的劇本裡，林風是死於意外，他喝了酒，有點迷迷糊糊，連路都看不清，便墮入死海。」

### 探討愛情和親情
電影中對愛情（雲海對林風長久真摯的愛），和親情（雲海對自己父母、祖母，和對林風母親）都作出了深刻的描寫。

## 拍摄始末
《永久居留》由雲翔自編、自導，內容很多來自其個人經歷。《亞洲時報》指電影對愛情、親情的描寫深刻，讓觀眾想到作者出資拍攝電影來表達自己的內心世界，令人感動。電影重心是寫雲海一直苦纒林風，對他不死心。雲翔以大量篇幅來描寫男主角那段不能開花結果的愛情，可知他是那麼重視該段愛情。
對於片中的國語說白，雲翔指：「主角小時候在廣州公開場合禁方言，所以內心自述跟大環境一樣是普通話（國語）；到香港後自然用粵語；到澳洲後大家用英語，但他的內心還是傾向中文，因此仍用普通話（國語）。」而電影中最後，打開一早預備好的棺材睡進去的那人，雲翔指：「有的人覺得是雲海，但其實那個是雲海的管家。那時雲海早已死了，管家最後將一切執拾好，然後根據家族的傳統睡進準備好的棺材裡，成為最後離開的人。」

### 極限三部曲
雲翔執導的首部電影作品《無野之城》並非名正言順的同志電影，但藉著《無野之城》他在香港創造了大量輿論和自己的知名度之後，他已積極地準備了其「極限三部曲」。
「極限三部曲」分別是：
- 《永久居留》（本片）
- 《安非他命》
- 《藝海尋生》（正在計劃中）

### 攝製地
- 本片橫跨六地攝製，場景包括：
  - 中國大陸
  - 香港
  - 以色列耶路撒冷的哭牆和死海
  - 澳洲的黃金海岸
  - 日本京都美秀美術館
  - 泰國某同性戀俱樂部

## 演員表
- 李家濠 飾 雲海（Ivan）
- 洪智傑 飾 林風（Windson）
- 周德邦 飾 Josh
- 劉裕康 飾 雲南
- 盧曉培 飾 Iva
- 侯煥玲 飾 嫲嫲
- 李日昇 飾 少年雲海
- 白梓軒 飾 Jimmy

## 《永久居留》
《永久居留》影集是一以本以電影《永久居留》為主题的彩色影集。其賣點是平面模特兒是用雲翔自己和香港先生出身的彭冠期代替了原來的兩個男主角李家濠和洪智傑去拍硬照，而照片的情節、佈景以及大膽程度皆和李家濠和洪智傑的電影版本一模一樣。

## 獎項或榮譽
- 2009年－《第33屆香港國際電影節開幕電影》

## 外部連結
- 《永久居留》官方網站 （页面存档备份，存于）
- 《永久居留》官方部落格 （页面存档备份，存于）
- YesAsia.com－隨談雲翔的《無野之城》、《永久居留》 （页面存档备份，存于）
- Yahoo奇摩電影上《永久居留》的資料（繁體中文）
- MSN娛樂上《永久居留》的資料（繁體中文）

- 開眼電影網上《永久居留》的資料（繁體中文）
- 香港影庫上《永久居留》的資料（繁體中文）
- 时光网上《永久居留》的資料（简体中文）
- 豆瓣电影上《永久居留》的資料 （简体中文）
- 爛番茄上《永久居留》的資料（英文）
- AllMovie上《永久居留》的资料（英文）
- 互联网电影数据库（IMDb）上《永久居留》的资料（英文）